# Sašo Ǵoreski
Sašo Ǵoreski (makedonskou cyrilicí Сашо Ѓорески, srbsky Сашо Ђорески/Sašo Đoreski; * 18. září 1982), v České republice uváděný jako Sašo Gjoreski [džoreski], je bývalý profesionální makedonský fotbalista a mládežnický reprezentant, který nastupoval především na levé straně obrany.
Narodil se v Jugoslávii. Jako jeho rodiště bývá uváděno makedonské město Ochrid, nebo srbské město Sombor.
V září 2011 se oženil a manželkou se mu stala jeho dlouholetá přítelkyně Marija Naumovová.

## Hráčská kariéra
S fotbalem začínal v Ochridu, odkud přestoupil do Makedonije Ǵorče Petrov. Profesionální kariéru zahájil v makedonském (nyní Severní Makedonie) klubu Pelister Bitola, v jehož dresu také debutoval v nejvyšší makedonské soutěži. Z Bitoly se přesunul do Kratova, odkud se později vydal na zahraniční angažmá.

### 2003–2006
V neděli 28. března 2004 dal v Kratovu svůj první gól v makedonské lize, kterým v 90. minutě hry rozhodl o vítězství domácího Sileksu v zápase s Bregalnicí Štip (2:1). Sileks Kratovo se v ročníku 2003/04 umístil v konečné tabulce makedonské ligy na druhé příčce a vybojoval si tak účast v Poháru UEFA v sezoně 2004/05. V sezoně 2004/05 skončil se Sileksem Kratovo na 4. místě makedonské ligy. Během následujícího ročníku 2005/06 se Sileksu příliš nedařilo a prvoligovou příslušnost nakonec uhájil až v baráži. Ǵoreskému se podařilo v této sezoně dvakrát skórovat (ve 30. a 32. kole) a upoutat pozornost zahraničních klubů.

### 2006–2007
V létě 2006 přestoupil na Moravu do 1. FC Brno (dobový název Zbrojovky). V české lize nastoupil v pěti zápasech, aniž by skóroval. Čtyřikrát byl v základní sestavě a jednou přišel na hřiště jako střídající hráč. Brněnští v těchto pěti duelech ani jednou neprohráli, když dvakrát zvítězili a třikrát se se svými soupeři rozešli nerozhodně. Poté onemocněl a po dlouhé rekonvalescenci se už do sestavy nevrátil.

### 2007
Nedlouho po svém zotavení se vrátil do Makedonie. Schylovalo se k jeho přestupu do Pobedy Prilep, nakonec však posílil Rabotnički Skopje. Kromě prvoligových zápasů na podzim 2007 nastoupil také v jednom utkání Poháru UEFA, v němž Rabotnički na domácí půdě remizoval s HŠK Zrinjski Mostar (0:0).

### 2008
Od února 2008 byl hráčem albánského klubu KF Tirana, v jehož dresu zasáhl na jaře 2008 do 11 zápasů albánské ligy a probojoval se s ním do finále Albánského poháru, ve kterém ovšem ve středu 7. května 2008 prohrál s Vllaznií Škodra 0:2 (poločas 0:2). Po sezoně, kterou KF Tirana zakončil na šesté příčce prvoligové tabulky, začal jednat o dalším zahraničním angažmá. Na soustředění v Turecku ho testoval ázerbájdžánský klub Karvan Jevlach, na testech však neuspěl a tak z přestupu sešlo. Zájem o jeho další služby projevil KF Tirana a zajímalo se o něj také mistrovské Dinamo Tirana.

### 2008–2009
Koncem srpna 2008 byl blízko svému návratu do Ochridu. Podle serveru Transfermarkt byl na podzim 2008 krátce hráčem Pobedy Prilep a pak se vrátil do KF Tirana. Podle Albánského fotbalového svazu buď neodehrál žádné prvoligové utkání, nebo záznamy z této sezony nejsou úplné. Na jaře 2009 hrál opět v Makedonii, což odpovídá i záznamům v informačním systému FAČR. Nastupoval za FK Ohrid 2004 ve druhé nejvyšší soutěži.

### 2009–2010
V sezoně 2009/10 hrál za albánský klub Shkumbini Peqin, který v konečné tabulce albánské ligy zaujal 7. místo. Odehrál 24 utkání a dal 1 gól.

### 2010–2011
Na začátku sezony 2010/11 se vrátil do Ochridu. Koncem ledna 2011 byl na testech v rumunském druholigovém klubu Dacia, nakonec však zůstal v FK Ohrid 2004, kde byl jeho spoluhráčem mj. Goce Toleski. Na konci sezony 2010/11 postoupil FK Ohrid 2004 ze druhé do první makedonské ligy.
Na podzim 2011 nastoupil v dresu FK Ohrid k jedenácti zápasům makedonské ligy.

### 2012
Před začátkem jarní části přestoupil do klubu 11 Oktomvri Prilep. Ve druhé polovině ročníku 2011/12 zaznamenal šest prvoligových startů. V zápase nejvyšší makedonské soutěže 11 Oktomvri Prilep – Sileks Kratovo, který se hrál v neděli 8. dubna 2012, svým skluzem nadvakrát zlomil nohu Ǵorǵimu Markovovi ze Sileksu a byl za to Makedonským fotbalovým svazem (FFM) potrestán zákazem startu v délce 6 měsíců. Proti tomuto trestu se neúspěšně odvolal.

### 2012–2015
Na začátku srpna 2012 posílil FK Bregalnica Štip. V říjnu téhož roku mu vypršel půlroční distanc a mohl se opět zapojit do zápasů. V makedonské lize se s mužstvem Bregalnice Štip umístil postupně na 6. (2012/13), 7. (2013/14) a opět 7. příčce (2014/15). V sezoně 2014/15 klub hájil prvoligovou příslušnost ve skupině o udržení, v níž vyhrál všech šest zápasů a setrval v nejvyšší soutěži.

### 2015–2016
V červenci 2015 se dohodl na jednoroční smlouvě s nováčkem makedonské ligy FK Mladost Carev Dvor. Mužstvo skončilo v ročníku 2015/16 v desetičlenné lize poslední, stejně jako předposlední Metalurg Skopje získalo 19 bodů a obě tato mužstva opustila nejvyšší soutěž.

### 2016–2017
Po sezoně 2015/16 se vrátil do Bregalnice Štip. Makedonské ligy se účastnilo 10 klubů stejně jako v sezoně 2015/16, tentokrát se však každý s každým utkal čtyřikrát a soutěž skončila 36. kolem. Bregalnica Štip skončila předposlední a do druhé ligy ji doprovodila poslední Makedonija ǴP Skopje. Pro Ǵoreského to byl druhý sestup v řadě.

### 2017–2020
V červenci 2017 se stal posilou třetiligového klubu FK Labuništa. Za tento klub nastupoval v sezonách 2017/18, 2018/19 a jeho hráčem je i v sezoně 2019/20.

### Reprezentace
V roce 2003 si připsal dva starty za makedonskou reprezentaci do 21 let.

### Evropské poháry
Třikrát nastoupil v předkolech Poháru UEFA. Dva starty si připsal za Sileks Kratovo v ročníku 2004/05 a poslední zaznamenal v dresu Rabotnički Skopje v ročníku 2007/08.

### Prvoligová bilance
| Ročník                     | Zápasy | Góly | Minuty | Klub                  |
| -------------------------- | ------ | ---- | ------ | --------------------- |
| I. liga 2003/04            | –      | 1    | –      | FK Sileks Kratovo     |
| I. liga 2004/05            | –      | 0    | –      | FK Sileks Kratovo     |
| I. liga 2005/06            | –      | 2    | –      | FK Sileks Kratovo     |
| I. liga 2006/07            | 5      | 0    | 383    | 1. FC Brno            |
| I. liga 2007/08            | 18     | 0    | –      | FK Rabotnički         |
| I. liga 2007/08            | 11     | 0    | –      | KF Tirana             |
| I. liga 2009/10            | 24     | 1    | 1 301  | KS Shkumbini          |
| I. liga 2011/12            | 11     | 0    | 990    | FK Ohrid              |
| I. liga 2011/12            | 6      | 0    | 468    | FK 11 Oktomvri        |
| I. liga 2012/13            | 18     | 0    | 1 519  | FK Bregalnica Štip    |
| I. liga 2013/14            | 14     | 0    | 1 048  | FK Bregalnica Štip    |
| I. liga 2014/15            | 27     | 0    | 2 182  | FK Bregalnica Štip    |
| I. liga 2015/16            | 22     | 0    | 1 917  | FK Mladost Carev Dvor |
| I. liga 2016/17            | 23     | 0    | 2 005  | FK Bregalnica Štip    |
| CELKEM I. LIGA             | 5      | 0    | 383    |                       |
| CELKEM I. LIGA (2007–2017) | 139    | 0    | –      |                       |
| CELKEM I. LIGA             | 35     | 1    | –      |                       |